# Kočovce
 Kočovce  jsou obec v západním Slovensku v okrese Nové Mesto nad Váhom. Žije zde přibližně 1 600 obyvatel.

## Poloha
Obec leží na levém břehu řeky Váh při úpatí Považského Inovce. Přibližně 4 km západně od obce se nachází Nové Mesto nad Váhom.

## Místní části
- Beckovská Vieska
- Kočovce
- Rakoľuby[2]

## Historie
První písemná zmínka o obci pochází z roku 1321.

## Památky
Jedinou významnější historickou památkou v obci je zámeček z roku 1730, který dnes slouží k rekreačním účelům.

### Zaniklé památky
V Beckovské Viesce stával kaštel, který vlastnil a kde pobýval Móric Beňovský,